# Psammobates geometricus
Psammobates geometricus é uma espécie de réptil da família Testudinidae endêmica da África do Sul.

## Distribuição geográfica e habitat
A espécie é encontrada apenas na província do Cabo Ocidental, na planície do Cabo e nos vales de Worcester e Ceres.